# Любохнянка
Любохнянка (словац. Ľubochnianka) — річка в Словаччині, ліва притока Вагу, протікає в окрузі Мартін.
Довжина — 24 км.
Витік знаходиться в масиві Велика Фатра на висоті 1440 метрів біля гори Плоска.
Впадає у Ваг біля села Любохня на висоті 450 метрів.